# إنترلوكين 8
إنترلوكين 8 (بالإنجليزية: Interleukin 8)‏ هو أحد أنواع الإنترلوكين وهو كيموكين تنتجه الخلايا الأكولة الكبيرة وأنواع أخرى من الخلايا مثل الخلايا الطلائية وخلايا العضلات الملساء في المجاري التنفسية والخلايا البطانية. الخلايا البطانية تختزن إنترلوكين 8 في أجسام فايبل بالاده.
إنترلوكين 8 له وظيفتين رئيسيتين هما: تحفز انجذاب كيميائي نحو الخلايا المستهدفة ومحفز قوي لتولد الأوعية.